# Rafael María Giraldo Zuluaga
Rafael María Giraldo Zuluaga (El Carmen de Viboral, entonces parte de Marinilla, 24 de octubre de 1803-Cartago, 18 de septiembre de 1862) fue un político y militar colombiano.
Fue en 4 ocasiones gobernador de Antioquia.

## Biografía
Hijo de Ramón Giraldo Duque y de María Ignacia Zuluaga Gómez, estudió Derecho en el Colegio Mayor del Rosario en Bogotá, de donde se graduó en 1836. Fue profesor de esta misma institución. Después regresó a su población natal para fundar y convertirse en el primer rector del colegio San José de Marinilla, iniciando una campaña de impulso a la educación.
Ingresó joven a la política, siendo diputado a la Cámara Provincial y Representante a la Cámara en el Congreso Nacional. Fue delegado de la Secretaría de Hacienda en Antioquia. Durante la guerra de 1851 se declaró a favor de los rebeldes liderados por Eusebio Borrero, lo cual le valió que este lo nombrara gobernador de la Provincia de Medellín.
Tras haber sido derrotados los conservadores en la contienda, fue desterrado a Lima, donde permaneció hasta 1854, para regresar a Colombia y combatir al gobierno de José María Melo, quien había derrocado al gobierno de José María Obando, y después ser gobernador de la Provincia de Córdova en 1854 y de la de Medellín de nuevo en 1855. Ese mismo año se convirtió en el primer Presidente del Estado Federal de Antioquia.
Iniciada la Guerra de las Soberanías, Giraldo se enfrentó a los insurgentes liberales liderados por Tomás Cipriano de Mosquera que intentaban tomarse Antioquia: organizó la tercera división del Ejército de la Confederación ordenada por el gobierno central para hacerle frente a Mosquera, nombrando como jefe al general Braulio Henao y a Joaquín Posada Gutiérrez como comandante general. En enero de 1862 renunció a la presidencia estatal y emprendió la campaña para proteger a Antioquia de los rebeldes; sin embargo, cayó muerto durante la Batalla de Santa Bárbara de Cartago, donde sus fuerzas fueron masacradas.
Fundó la primera fábrica de cerámica de Antioquia en la población de El Santuario. Fue colaborador del periódico El Catolicismo de Bogotá. Padre del también gobernador de Antioquia Rafael Giraldo Viana.